# Esbjergmotorvejen
Der Esbjergmotorvejen ist eine dänische Autobahn im Zug der Europastraße 20. Er verbindet in Jütland (dänisch: Jylland) die Autobahn Taulovmotorvejen und die folgenden von Kopenhagen kommenden Autobahnen Fynske Motorvej, Vestmotorvejen, Køge Bugt Motorvejen mit Esbjerg, dem wichtigsten dänischen Nordseehafen. Die Autobahn verläuft westlich von Kolding nahezu exakt in Ost-West-Richtung durch Jütland. Die Länge der Autobahn wird mit 66 km angegeben.
Die Autobahn ist durchgehend vierspurig ausgebaut. Intern trägt sie die Nummer M52.

## Geschichte
Die Autobahn wurde in vier Abschnitten zwischen 1996 und 1998 in Betrieb genommen. Die Verlängerung zum Hafen Esbjerg datiert aus dem Jahr 2012.